# Почётный знак Лиги противовоздушной и противогазовой обороны

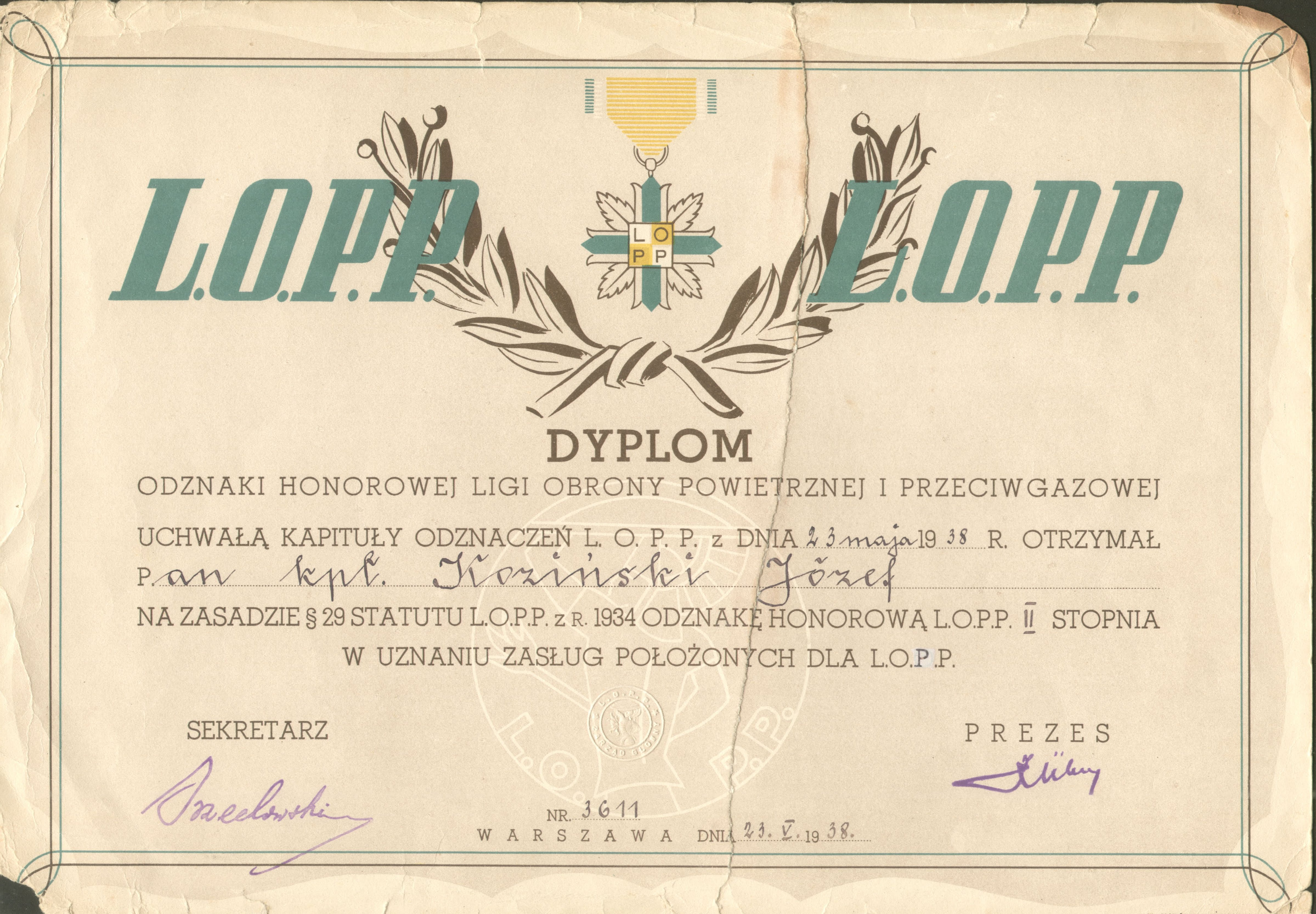
Диплом о вручении значка LOPP Косинский, Юзеф

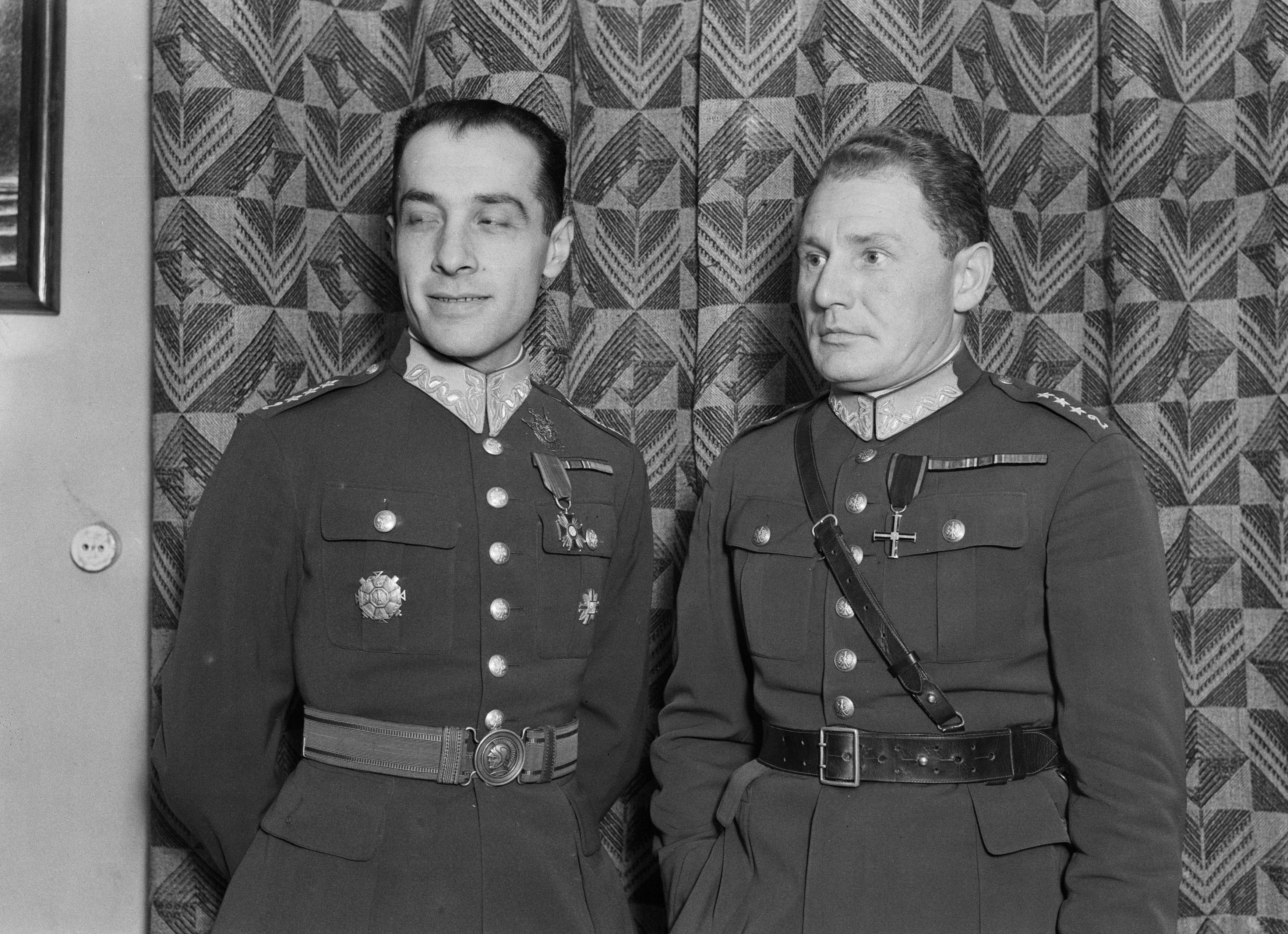
Слева Буржиньский, Збигнел со знаком LOPP, справа Гинек, Францишек

Почётный знак Лиги противовоздушной и противогазовой обороны (пол. Odznaka Honorowa Ligi Obrony Powietrznej i Przeciwgazowej) — польская награда, учреждённая в 1933 году. Предназначалась для награждения людей, внёсших выдающийся вклад в создание, развитие и функционирование Лиги противовоздушной и противогазовой обороны (LOPP).

## Описание награды
12 сентября 1933 года бригадный генерал Станислав Рупперт утвердил положение о знаке.
Знак имеет три степени. Каждое могло быть присвоено одному и тому же лицу с интервалом не менее двух лет между каждым степенями.
Каждое новое награждение обозначалось пятиконечной звездой (золотой, серебряной или бронзовой, в зависимости от степени) на ленту знака.
Муаровая лента шириной 40 мм, оранжевого цвета с зелёно-белыми полосами по краям.
22 декабря 1933 года министр военных дел Юзеф Пилсудский приказом G.M. 3013 I. разрешил военнослужащим, награжденным почётным знаком LOPP, носить этот знак, но без ленты (на фуражке).
Председателем отделения стал президент Главного совета LOPP Альфонс Кюн.

## Известные награждённые
Единогласным постановлением капитула Почётного знака LOPP от 4 ноября 1933 года маршал Юзеф Пилсудский (почётный член LOPP) и президент Польши Игнаций Мостицкий были награждены Золотым знаком LOPP.
Силезский воевода Михал Гражинский был награждён дважды.